# Подорож патріарха Макарія
«Подорож патріарха Макарія» — щоденник подорожніх нотаток Павла Алеппського, сина патріарха Антіохійського Макарія ІІІ. Посідає головне місце серед творів близькосхідних християн у жанрі опису подорожей — ріхля. Літературна пам'ятка, написана мовою, що отримала в науці назву середньоарабської (мається на увазі суміш арабської літературної та розмовного діалекту, у даному випадку сирійського). У західній лінґвоарабістиці використовують також термін «християнська середньоарабська мова» («Christian Middle Arabic»), виокремлюючи в її історії ранню (до X ст.) і пізню (з початку XI ст.) форми. Належить до пам'яток арабо-християнської літератури.
Містить дуже цінний матеріал про тогочасне політичне становище України, культуру, звичаї і побут українського народу в середині XVII століття, також про Волощину, Туреччину та Московію.
Повідомлення Павла Алеппського про Україну є єдиним арабомовним джерелом з історії нашої країни XVII ст. Особливий інтерес становить розповідь про зустрічі патріарха Макарія з Богданом Хмельницьким у Богуславі та Чигирині, враження від Києво-Печерської лаври та, зокрема, опис її Успенського собору — єдине письмове джерело про цей храм до пожежі 1718 р.
Текст «Подорожі патріарха Макарія» існує в кількох відомих на сьогодні списків рукопису:
- Лондонський (Британського музею) — переписаний 1765 р. Із нього в 1829—1836 рр. було здійснено відомий англійський переклад Ф. Бельфура — перший переклад діаріушу, завдяки якому світ власне й дізнався про рукопис Павла Алеппського;

- Паризький (список Паризької національної бібліотеки) — найстаріший (XVII ст.) і найповніший (662 сторінки). Його дослідженням займався румунський арабіст В. Раду, який опублікував частину арабського тексту з французьким перекладом у Парижі у 1930–1950-х рр.;

- Дамаський 1700 р. (від 1913 р. зберігається у Санкт-Петербурзі). Із нього було зроблено кілька копій у Москві та Петербурзі, одна з яких лягла в основу відомого російського перекладу Ґ. Муркоса (5 випусків обсягом понад 1000 сторінок, 1896—1900 рр., перевиданий 2005 р.). З останнього, своєю чергою, було виконано й деякі непрямі українські переклади (наприклад, письменника М. Рябого);

- Київський (зберігається в особовому архіві Омеляна Пріцака в Науковій бібліотеці Національного університету «Києво-Могилянська академія». Фактично 140 сторінок. З'явився в Україні завдяки А. Кримському, який придбав його під час свого наукового відрядження до Сирії та Лівану наприкінці ХІХ ст.

Крім А.Кримського досліджували Київський список А. Олесницький, Тауфік Кезма, А. Ковалівський, Я. Полотнюк. Перекладав на українську мову О. Пріцак.
У 2008 році за участю науковців Румунії та Росії стартував міжнародний проект із підготовки повного критичного тексту «Подорожі» мовою оригіналу на основі текстів англійського, французького та російського рукописів.

## Видання перекладів
Російською
- Путешествие Антиохийского патриарха Макария в Россию в половине XVII века, описанное его сыном, архидиаконом Павлом Алеппским. — Москва, 1896, 1897, 1898, 1900.
- Путешествие антиохиского патриарха Макария в Москву в середине XVII в. СПб. П. П. Сойкин. 1898.
- Путешествие Антиохийского патриарха Макария в Украину в середине XVII века, описанное его сыном архидиаконом Павлом Алеппским / Пер. с араб. Г. Муркоса. — К., 1997.

Українською
- Подорож патріарха Макара / Переклад В. П. Огоновського // Життя і знання. — № 4–12. — Львів, 1935; № 1–8. — Львів, 1936.
- Подорож Макарія, патріарха Антіохійського. Перша зустріч з Богданом Хмельницьким. Про рівень освіти на Україні в XVII ст. / Переклад А. П. Ковалівського // Антологія літератур Сходу. — Харків: Видавництво ХНУ, 1961. — С. 365—367.
- Халебський П. Подорож Макарія, патріарха антіохійського: фрагменти. — Всесвіт, 1985, № 12, с. 151—153.
- Булос ібн аз-Заїм (Павло Халебський). Подорож патріарха Макарія / Переклад Яреми Полотнюка [З лондонського рукопису]. — Дзвін, 1990 р., № 9, с. 119—129.
- Аль-Халебі, Булос ібн аз-Заїма (Павло Халебський). Країна козаків: з подорож. нотаток особистого секретаря милістю Всевишнього Бога патріарха антиохійського та всього Сходу Макарія ІІІ…Булос ібн аз-Заїма аль-Халебі (Павло Халебський); переклад з російської М. Сливинського; упоряд. М. Рябий; художник В. Тишецький. — Київ: МСП «Козаки», 1995. — 83 с. (Настільна книга українця).
- Халебський П. З подорожніх записок / Переклад Я. Полотнюка. — Київська старовина, 1995., № 4, с. 45–52.
- Халебський П. (Булос Ібн аз Заїм аль Халябі). Україна — земля козаків: подорожній щоденник / П. Халебський; авт. передм., упоряд. М. Рябий. — 2-е вид., доп. — Вінниця: Континент-ПРИМ, 2005. — 284 с.: іл. — (Настільна книга українця).
- Халебський Павло. Україна — земля козаків: Подорожній щоденник / Упоряд. М. О. Рябий; Післям. В. О. Яворівського. — К.: Ярославів Вал, 2009. — 293 с.